# MTV 1889 Augsburg
MTV 1889 Augsburg was een Duitse sportclub uit Augsburg, Beieren. 

## Geschiedenis
In 1889 splitsten leden van Turnverein Augsburg zich af om de club MTV Augsburg op te richten. In het begin focuste de club zich enkel op turnen. Later kreeg de club een voetbalafdeling. Deze sloot zich aan bij de Zuid-Duitse voetbalbond en was de eerste club van de stad die actief was in de hoogste klasse. MTV degradeerde echter al na één seizoen uit de Zuid-Beierse competitie. In 1909/10 speelde de club opnieuw op het hoogste niveau in de Ostkreisliga. De club eindigde steevast in de lagere middenmoot tot een degradatie volgde in 1912.
In 1919 fuseerde de club met SV Augsburg en Turnverein Augsburg. 